# سفين دزه ئي
سفين محسن محمد أمين دزه ئي (بالكردية: سەفین موحسین دزەیی)‏ هو سياسي عراقي كردي، ولد في أربيل عام 1963 ، واضطرت عائلته لمغادرة العراق لأسباب سياسية وهاجر إلى المملكة المتحدة عندما كان في المدرسة الثانوية. تخرج من كلية مايدنهيد [الإنجليزية] للفنون والتصميم (المقصود بها كلية باركشير (بالإنجليزية: Berkshire College of Art and Design (in Maidenhead))‏ حاليا كلية ريدنغ [الإنجليزية])، ودرس التصميم الداخلي. والده السياسي الكردي المعروف محسن دزه ئي.
كان عضوًا نشطًا في جمعية طلاب كردستان في أوروبا (KSSE) للفترة 1980-1989، وانتخب لاحقًا عضوا في الأمانة العامة ورئيس فرع المملكة المتحدة للجمعية.
بدأ سفين دزه ئي مسيرته الدبلوماسية في عام 1992، عندما عين ممثلاً للحزب الديمقراطي الكردستاني في أنقرة، تركيا \، وهو المنصب الذي شغله حتى عام 2003. بعد احتلال العراق في عام 2003 ، كان العضو المناوب الثاني في مجلس الحكم العراقي لرئيس الحزب الديمقراطي الكردستاني مسعود بارزاني.
انتخب في اللجنة المركزية للحزب الديمقراطي الكردستاني وترأس مكتب العلاقات الدولية في الحزب الديمقراطي الكردستاني من 2005 إلى 2009.
كان رئيسًا لمكتب رئيس وزراء حكومة إقليم كردستان والمتحدث باسمه في مجلس الوزراء السابع والثامن. وقبل ذلك، شغل منصب وزير التربية في مجلس الوزراء السادس لحكومة إقليم كردستان من 2009 إلى 2012.
شغل مناصب في حكومة إقليم كردستان، منها إدارة مؤسسة الإعلام والمعلومات والمتحدث باسم حكومة إقليم كردستان. ووزير التربية.
حاليا يشغل منصب وزير ورئيس قسم العلاقات الخارجية في حكومة إقليم كردستان، حيث عين في هذا المنصب في تموز 2019.
يتحدث اللغات الكردية والعربية والفارسية والتركية والإنجليزية.